# Saint-Aubin-le-Vertueux
Saint-Aubin-le-Vertueux è un comune francese di 906 abitanti situato nel dipartimento dell'Eure nella regione della Normandia.
Il suo territorio è bagnato dalle acque del fiume Charentonne.

## Società

### Evoluzione demografica
Abitanti censiti